# Адалберон Лаонски
Адалберон Лаонски (на латински: Adalbero Laudunensis) е франкски духовник.

## Живот
Роден е в средата на X век в семейството на графа на Бастон Рение от видния род на Вигерихидите.
Първоначално учи в Горз, а през 969 – 974 година в Реймс при Жербер д'Орияк. През 977 година чичо му, реймският архиепископ Адалберон, го ръкополага за епископ на Лаон. През следващите години е въвлечен активно в дворцови и политически интриги, като е обвинен и оправдан за прелюбодейство с кралица Ема Италианска и участва в налагането на династията на Капетингите.
Автор е на поема, посветена на крал Робер Благочестиви, която е едно от най-ранните споменавания на модел на средновековното общество, разделен на три съсловия – oratores („молещи се“), bellatores („воюващи“) и laboratores („работещи“).
Адалберон умира около 1030 година в абатството „Сен Венсан“ в Лаон.